# منطقه حفاظت شده ملی لاگونا آتاسکوزا
منطقه حفاظت شده ملی لاگونا آتاسکوزا (به انگلیسی: Laguna Atascosa National Wildlife Refuge) منطقه‌ای ساحلی در مجاورت خلیج مکزیک در ایالت تگزاس در ایالات متحده آمریکا است.

## وب‌گاه‌های مربوطه
- وب‌گاه دیگر